# Kastoria (departement)
Kastoria (Grieks: Καστοριάς) was een Grieks departement (nomos) in de regio West-Macedonië . De hoofdstad is de gelijknamige stad. Het departement had 53.483 inwoners (2001).

## Geografie
Het landschap wordt vooral bepaald door de bovenloop van de Aliakmonas, die in het uiterste westen, in het Pindosgebergte, ongeveer op de grens met het Griekse departement Ioannina en de Albanese prefectuur Korçë ontspringt. In het midden van het departement, bij de hoofdstad, ligt het Meer van Kastoria.

## Plaatsen[2]
Door de bestuurlijke herindeling (Programma Kallikratis) werden de departementen afgeschaft vanaf 2011. Het departement “Kastoria” werd een regionale eenheid (perifereiaki enotita). Er werden eveneens gemeentelijke herindelingen doorgevoerd, in de tabel hieronder “GEMEENTE” genoemd.
| Plaats          | Hoofdplaats (vroeger) | Postcode | GEMEENTE | Hoofdplaats van de gemeente |
| --------------- | --------------------- | -------- | -------- | --------------------------- |
| Agia Triada     | Maniakoi              | 521 00   | Kastoria | Kastoria                    |
| Agioi Anargyroi | Korisos               | 520 52   | Kastoria | Kastoria                    |
| Akrites         | Dipotamia             | 520 58   | Nestorio | Nestorio                    |
| Argos Orestiko  |                       | 522 00   | Orestida | Argos Orestiko              |
| Arrenes         | Eptachori             | 500 07   | Nestorio | Nestorio                    |
| Gramos          |                       | 522 00   | Nestorio | Nestorio                    |
| Ion Dragoumis   | Vogatsiko             | 520 53   | Orestida | Argos Orestiko              |
| Kastoria        |                       | 521 00   | Kastoria | Kastoria                    |
| Kastraki        | Ieropigi              | 520 50   | Kastoria | Kastoria                    |
| Kleisoura       |                       | 520 54   | Kastoria | Kastoria                    |
| Korestia        | Makrochori            | 520 55   | Kastoria | Kastoria                    |
| Makednoi        | Mavrochori            | 520 56   | Kastoria | Kastoria                    |
| Mesopotamia     |                       | 520 58   | Kastoria | Kastoria                    |
| Nestorio        |                       | 520 51   | Nestorio | Nestorio                    |
| Vitsi           |                       | 520 59   | Kastoria | Kastoria                    |